# ورد گرین (نویسنده)
ورد گرین (به انگلیسی: Ward Greene) (زاده ۲۳ دسامبر ۱۸۹۲T، درگذشته ۲۲ ژانویه ۱۹۵۶) نویسنده، ویراستار، رمان‌نویس، نمایشنامه‌نویس و مدیر کل سندیکای کینگ فیچرز بود.